# Kirchdorf am Inn (Germania)
Kirchdorf am Inn è un comune tedesco di 5 272 abitanti, situato nel land della Baviera.